# Asplenium abyssinicum
Asplenium abyssinicum là một loài dương xỉ trong họ Aspleniaceae. Loài này được Fée mô tả khoa học đầu tiên.
Danh pháp khoa học của loài này chưa được làm sáng tỏ. 